# Giełczew (Świdnik)
Pour les articles homonymes, voir Giełczew.
Giełczew (prononciation [ˈɡʲɛu̯t͡ʂɛf]) est un village de la gmina de Piaski du powiat de Świdnik dans la voïvodie de Lublin, situé dans l'est de la Pologne.
Le village compte approximativement une population de 170 habitants.

## Histoire
De 1975 à 1998, le village est attaché administrativement à l'ancienne voïvodie de Lublin.

Depuis 1999, il fait partie de la nouvelle voïvodie de Lublin.